# Prenanthes
Prenanthes is een geslacht van planten uit de composietenfamilie (Compositae oftewel Asteraceae).
Het geslacht is grotendeels inheems in Noord-Amerika; in Europa komt alleen Prenanthes purpurea in het wild voor. Het geslacht is nauw verwant aan Lactuca.

## Soorten
- Noord-Amerika
  - Prenanthes alata (Hook.) D. Dietr.
  - Prenanthes alba L.
  - Prenanthes altissima L.
  - Prenanthes aspera Michx.
  - Prenanthes autumnalis Walt.
  - Prenanthes barbata (Torr. & Gray) Milstead
  - Prenanthes boottii (DC.) Gray
  - Prenanthes crepidinea Michx.
  - Prenanthes mainensis Gray
  - Prenanthes nana (Bigelow) Torr.
  - Prenanthes racemosa Michx.
  - Prenanthes roanensis (Chickering) Chickering
  - Prenanthes sagittata (Gray) A. Nels.
  - Prenanthes serpentaria Pursh
  - Prenanthes trifoliolata (Cass.) Fern.

- Europa 
  - Prenanthes purpurea L.